# 1-метил-4-фенилпиридиний
1-Метил-4-фенилпиридиний (МФП+) — соединение четвертичного аммония из семейства бипиридиновых гербицидов. Это положительно заряженная токсичная молекула, которая нарушает окислительное фосфорилирование в митохондриях за счёт ингибирования комплекса I, что приводит к прекращению синтеза АТФ и гибели клетки. Митохондрии в клетках обработанных МФП+ демонстрируют признаки апоптоза: они маленькие, круглые и меньше по количеству. Это вещество также тормозит синтез катехоламинов, снижает уровень дофамина и сердечного норадреналина, инактивирует фермент тирозингидроксилазу. Хлорид МФП+ используется в качестве гербицида под торговой маркой циперкват, структурно он схож с гербицидом паракват.

## Нейротоксичность
Нейротоксин МФТП в мозге с помощью фермента МАО-B превращается в МФП+, который вызывает паркинсонизм у приматов, убивая определённые дофамин-продуцирующие нейроны в чёрной субстанции. Вызванная МФП+ дегенерация нейронов характерна исключительно для дофаминовых нейронов, её можно предотвратить с помощью медикаментозного лечения или ограничив работу дофаминового транспортёра.
В крысиной модели болезни Паркинсона, дегенерацию дофаминергических нейронов, вызванную МФП+, удалось предотвратить при помощи нобилетина, флавоноида цитрусовых.